# 雷电华电影
雷电华电影公司（英語：Radio-Keith-Orpheum Pictures，简称RKO）是美国的一家电影制片和发行公司，1928年由洛克菲勒财团的美国雷电华公司兼并美国电影票预售公司(兼营制片)和凯思—阿尔比—奥菲姆商业放映系统后成立，是1930年代美国电影业的8家大公司之一，业务涵盖了影片的制作、发行、放映等。不仅发行自己摄制的影片，并且长期发行沃尔特·迪斯尼等人的影片。在1930年代和1940年代，雷电华出品了许多著名影片，如《公民凯恩》《美人计》《白雪公主》《风云人物》《金刚》等。1950年代开始衰退，逐渐退出了电影界，最终转向了电视方面的发展。

## 起源
1927年10月，华纳兄弟发行史上首部有声长片《爵士乐歌星》，风头一时无两，激发整个好莱坞将默片大量转制成有声电影。当时，美国无线电公司的母公司通用电气刚开发出先进的光学胶片声轨系统Photophone，由无线电公司持有该项技术。无线电公司预测有声电影会出现井喷态势，想加入其中，结果遇到重大障碍，原来是华纳和好莱坞另一家先锋音效工作室福斯一道和AT&T公司西部电气业务部的子公司ERPI达成资金及技术合作关系。电影业的两大巨头派拉蒙影业和洛斯/米高梅，以及另外两家主要电影公司环球影业和第一国家影业也准备和ERPI达成声音转换协议。
1927年末，一直寻找Photophone买家的时任RCA总经理大衛·沙諾夫接触老约瑟夫·P·肯尼迪，希望肯尼迪的中等规模制片厂美国票房电影能采用这个系统，而双方的谈判使得通用电气收购票房电影大量股份。沙诺夫明显有所计划，目标让公司能占据电影业的中心位置，将Photophone的收益最大化，之后再参照其他好莱坞电影巨头的做法，拿下一连串放映场地。此时肯尼迪也开始调查收购放映场地的可能性。在现场歌舞杂耍表演日渐式微时成立的连锁戏院品牌基思-阿尔比-奥菲姆也打算过渡到电影业。1927年中，美国百代和塞西爾·德米爾的电影业务由KAO统一持有。1928年初，继任百代公司总裁的KAO总经理约翰·J·默多克（John J. Murdock）找肯尼迪当顾问，计划将百代和德米尔的公司制片人发行公司整合到一期，而这整好是沙诺夫和肯尼迪所想的[b]。
肯尼迪将同样寻求他帮助的第一国家影业纳入Photophone麾下失败后，RCA开始出手，收购肯尼迪持有的FBO和KAO戏院业务股份。1928年10月23日，RCA宣布创立雷电华股份公司，由沙诺夫任董事会主席。肯尼迪卸任该公司高管，将百代电影从雷电华分离出去，由自己掌控。RCA持有雷电华22%的股权（1930年代初涨至60%）。1929年1月25日，新公司的制片部门公开，名叫雷电华制片公司，由FBO前副总裁约瑟夫·施尼策（Joseph I. Schnitzer）打理。一周后，公司申请“雷电华影业”注册商标。为了在次年撤出电影业，肯尼迪于1930年代末安排雷电华买走自己手中的百代。1931年1月29日，肯尼迪卖掉自己一手创建的百代公司的最后一部分股份，让百代与旗下合约艺人、享誉盛名的新闻片业务及卡尔弗城制片方和外景地一道归于雷电华麾下。